# نشت نفت ۲۰۲۰ نوریلسک
نشت نفت ۲۰۲۰ نوریلسک (انگلیسی: 2020 Norilsk oil spill) با شدت از مخزن سوخت یک کارخانه تولید برق در شهر صنعتی نوریلسک که در ۲۹ مه ۲۰۲۰ آغاز شد.
۲۱۰۰۰ مترمکعب نفت به داخل رود آمبارنایا سرازیر شد و باعث یک فاجعه زیست‌محیطی گردید ، حادثه زمانی روی داد که به‌دلیل ذوب شدن خاک منجمد در زیر پایه مخزن سوخت این کارخانه منجر به نشتی نفت از مخزن سوخت شماره ۳ کارخانه به داخل رودخانه‌های محلی شد. این کارخانه زیرمجموعه نوریلسک نیکل، بزرگترین تولیدکننده نیکل و پالادیوم جهان است. رئیس جمهور روسیه ولادیمیر پوتین وضعیت اضطراری اعلام کرد. این حادثه به عنوان دومین نشت نفت در تاریخ مدرن روسیه توصیف شده است.

## علت

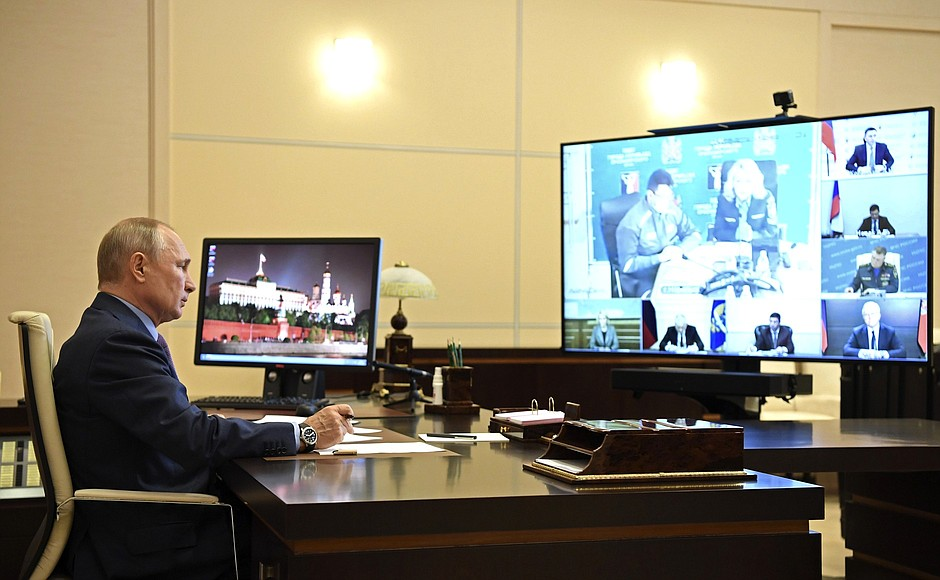
نشت نفت ۲۰۲۰ نوریلسک

گازوییل به عنوان سوخت پشتیبان برای نیروگاه ترکیبی گرما و ذغال سنگ (Norilsk-Taimyr (NTEK استفاده می شود.
مخزن ذخیره سازی سوخت شماره ۵ به علت سوراخ های زیر مخزن که به علت خوردگی ایجاد شده بود دچار شکستگی می شود. در سال ۲۰۱۴ این شرکت از طرف آژانس نظارتی منابع طبیعی روسیه موظف شده بود تا سال ۲۰۱۵ سطح بیرونی دیوارها و سقف مخازن را از زنگ زدگی تمیز کرده و پوشش ضد خوردگی را بازگرداند. و تا اکتبر سال ۲۰۱۶ ، باید انجام بازرسی غیر مخرب از پایین مخزن را انجام می داد. ولی علی‌رغم این درخواست های دولت روسیه ، این شرکت اقدام‌های لازم را برای جلوگیری از خرابی مخزن ۵ انجام نداد.
نوریلسک نیکل ادعا کرد که مخزن شماره ۵ هنگامی که پراکندگی موجود در آن شروع به ذوب شدن کرد شکست خورد. این شرکت هم چنین اظهار داشت: به دلیل فرونشست ناگهانی تکیه گاههایی که بیش از ۳۰ سال بدون مشکل خدمت کرده‌اند ، مخزن ذخیره سوخت گازوییل آسیب دیده و در نتیجه آن نشت سوخت اتفاق افتاده است.

## نشت آلودگی و پاکسازی
بالغ بر ۲۱۰۰۰ متر مکعب (۱۷٬۵۰۰ تن) گازوییل به آبهای سطحی و رود خانه های محلی نشت کرده است.
طبق برآوردهای اولیه منطقه ای به مساحت ۱۸ هکتار درنزدیکی رودخانه دالدیکان، شاخه ای از رودخانه آمبارنایا دچار آلودگی شده بود ولی حالا محیطی به مساحت ۳۵۰ کیلومتر مربع دچار آلودگی شده است. پیش بینی می شد تلاش های پاکسازی دشوار باشد زیرا هیچ جاده دسترسی وجود ندارد و رودخانه ها برای قایق ها و بارگیری خیلی کم عمق هستند. تخمین زده می شود که هزینه فوری فعالیت های امدادی اضطراری ۱۰ میلیارد روبل (معادل ۱۴۶ میلیون دلار) و هزینه کل تمیز کردن ۱۰۰ میلیارد روبل (معادل ۱٫۵ میلیارد دلار آمریکا) باشد که پنج تا ده سال طول خواهد کشید.شرکت نوریلسک نیکل موظف به پرداخت این هزینه است.
در ۴ ژوئن ۲۰۲۰ تلویزیون دولتی روسیه گزارش کرد که این نشتی توسط سدهای شناور موقت مخصوصی محدود نگه داشته شده ولی ذوب شدن یخ ها این سدها را کم اثر کرده و آلودگی به دریاچه پیازینو رسیده است و رودخانه پیازینا را تهدید می کند که به اقیانوس قطب شمال می ریزد.